# Sweet Vengeance
Sweet Vengeance es el álbum debut de la banda sueco-griega de death metal Nightrage. Fue lanzado a través de Century Media Records el 30 de julio de 2003. Cuenta con un bonus, la canción "Gloomy Daydreams" en su versión demo únicamente para la edición japonesa. Las versiones de los demos de las canciones "Ethereal Veils and Shrouds", "In My Heart of Hearts" y "The Tremor of Leaves in the Breeze" les fueron "recortados" los títulos, quedando como "Ethereal", "In My Heart" y "The Tremor" respectivamente. El productor Fredrik Nordström contribuyó con los teclados.

## Lista de canciones
| N.º | Título                                                             | Duración |  |
| 1.  | «The Tremor»                                                       | 3:17     |  |
| 2.  | «The Glow of the Setting Sun»                                      | 4:09     |  |
| 3.  | «Hero»                                                             | 3:57     |  |
| 4.  | «Elusive Emotion»                                                  | 3:45     |  |
| 5.  | «Gloomy Daydreams»                                                 | 4:13     |  |
| 6.  | «Macabre Apparition»                                               | 3:31     |  |
| 7.  | «In My Heart»                                                      | 3:19     |  |
| 8.  | «Ethereal»                                                         | 4:50     |  |
| 9.  | «Circle of Pain»                                                   | 4:21     |  |
| 10. | «At the Ends of the Earth»                                         | 4:34     |  |
| 11. | «The Howls of the Wolves» (Instrumental)                           | 1:42     |  |
| 12. | «Gloomy Daydreams» (Extended Demo Version) (Bonus track for Japan) |          |  |

## Créditos

### Integrantes
- Tomas Lindberg − voz
- Marios Iliopoulos − guitarra
- Gus G. − guitarra
- Brice Leclercq − bajo

### Invitados
- Per Möller Jensen (The Haunted) − batería
- Tom S. Englund (Evergrey) − voz limpia (en algunas canciones)
- Fredrik Nordström − teclados

### Otros datos
- Todas las pistas de batería fueron realizadas por Per Möller Jensen de The Haunted.
- Todas las pistas de teclado fueron realizadas por el coproductor Fredrik Nordström.
- El diseño de la carátula y del booklet fueron realizados por Niklas Sundin de Dark Tranquillity.